# نجدة إسماعيل أنزور

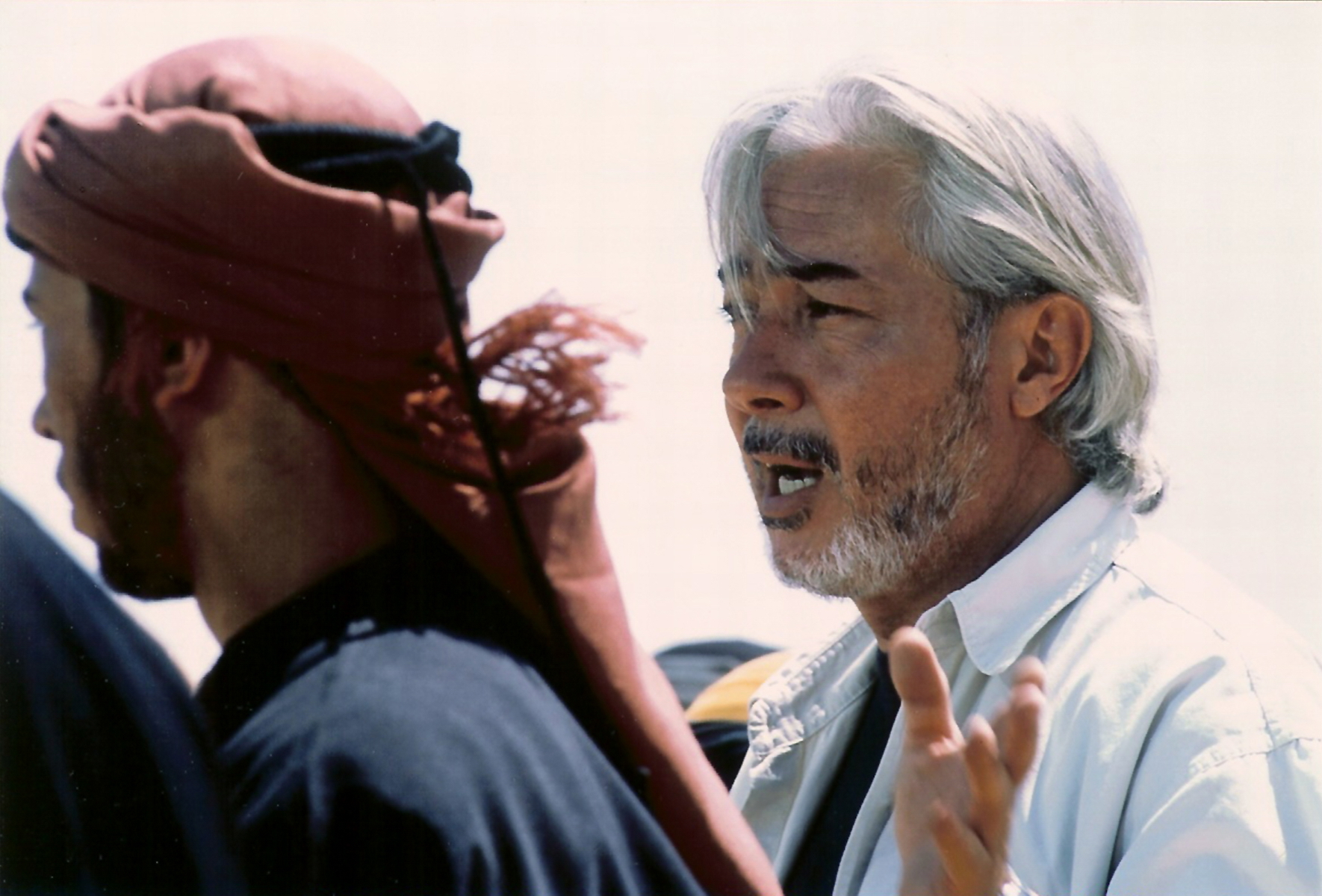
نجدت يعطي التوجيهات أثناء إنتاج مسلسل آخر الفرسان

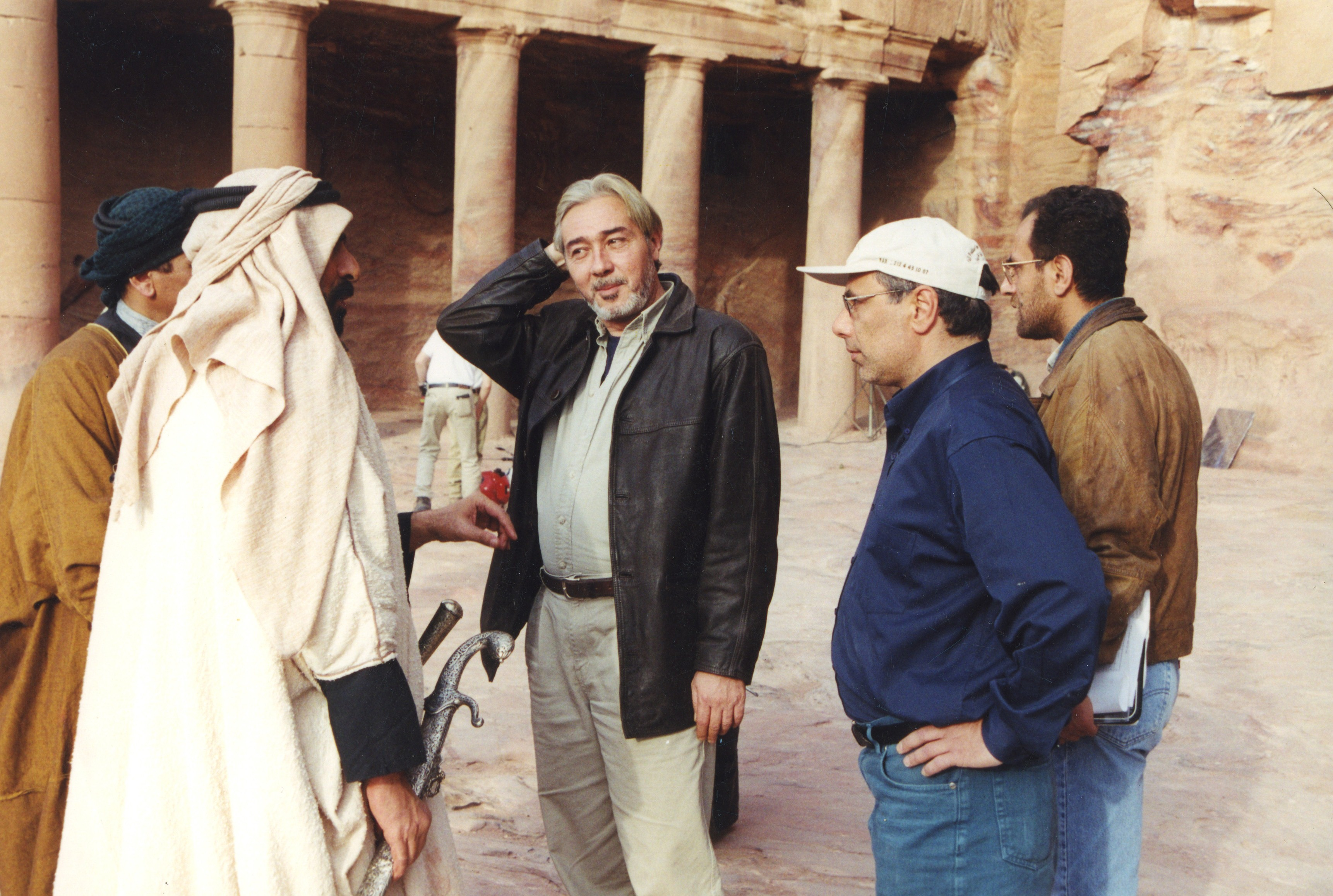
نجدت ورشيد عساف أثناء تصوير مسلسل آخر الفرسان في البتراء في الأردن

نجدة إسماعيل أنزور (26 نوفمبر 1954 -)، مخرج سوري من أصل شركسي. حصل تعليمه من الابتدائي حتى الجامعي (شعبة هندسة الميكانيك)، بمؤسساتها التربوية والعلمية، وكان لوالده المخرج السوري السينمائي إسماعيل أنزور الأثر الكبير في توجهه نحو التلفزيون.
تم انتخابه كنائب لرئيس مجلس الشعب السوري بعد فوزه بعضوية مجلس الشعب 2016-2020. 

## بدايته
يذكر نجدة أنزور بأن الوالد شجعه منذ البداية (1972) عندما صنع فيلما دعائيا لمنتج كولونيا، وواصل الأخذ بيده حتى ارتفع رصيده الفني إلى نحو ألف فيلم إعلاني بين سورية ودول عربية عديدة، إضافة إلى الفيديو كليب، ليكون بذلك، أول من أدخل الفيديو كليب إلى العالم العربي.
اتجه إلى إخراج أول فيلم تلفزيوني له «نزهة على الرمال» سنة 1987، ليخرج بعده، بسنة واحدة، أول فيلم سينمائي، (حكاية شرقية) الفيلم الذي شارك، في 23 مهرجانا دوليا وعربيا، وحصل على العديد من الجوائز والشهادات التقديرية، وقد زار نجدت أنزور الكثير من الدول الأجنبية، مما عمق، في رأيه، خبرته الفنية وانفتاحه على «آفاق جديدة من التقنية والتطوير».

## منعطف في الدراما السورية
ويذكر المخرج، دائما في حواره الأخير، أن الواقع العربي جعل التلفزيون هو «الأهم والأكثر انتشارا ورواجا ماديا ومعنويا، حيث يكون القرب الأكبر من الجمهور»، وهو الواقع الذي دفعه إلى «تحقيق شرط أساسي واحد، ألا وهو السعي نحو تغيير الشكل التقليدي الكلاسيكي للتلفزيون، الذي ينهج نهج الدراما المصرية، والذي هو بعبارة أدق: وليد الإذاعة». وقد تحقق لنجدة أنزور هذا التغيير في عالم الدراما السورية من خلال دراما «نهاية رجل شجاع» التي شجعت على كسر التقليد في الإخراج التلفزيوني.
يعتبر والده إسماعيل أنزور أول مخرج سوري إخراج فيلم سوري صامت (تحت سماء دمشق) عام 1931.
عمل نجدة انزور على تطوير العمل الإخراجي واحترم عقل وعين المشاهد في أعماله، في سنة 2001 تم اختياره كعضو لجنة تحكيم مهرجان التلفزيون في مونتي كارلو.

## أعماله

### في السينما
- حكاية شرقية
- ملك الرمال
- دم النخيل
- فانية و تتبدد
- رد القضاء

### في التلفزيون
- المتاهة مسلسل
- ثريا والثرى مسلسل
- عائلة من هذا الزمن مسلسل
- سحابة صيف مسلسل
- هند فيلم تلفزيوني
- نزهة على الرمال فيلم تلفزيوني
- الغرف فيلم تلفزيوني
- دعوة على الغذاء فيلم تلفزيوني
- ماجد والذئب فيلم تلفزيوني
- فرح فيلم تلفزيوني
- عائلة رضا فيلم تلفزيوني
- الطيف فيلم تلفزيوني
- الرسالة فيلم تلفزيوني
- هاربة إلى النور فيلم تلفزيوني
- القوي والضعيف فيلم تلفزيوني
- الكف والمخرز
- خيط الدم
- مرمر زماني (مسلسل إماراتي)
- جواهر
- البواسل
- أوراق الزمن المر
- أين الطريق
- نهاية رجل شجاع
- الجوارح
- إخوة التراب
- تل الرماد
- الموت القادم إلى الشرق
- الكواسر
- العوسج
- رمح النار
- البواسل
- المسلوب
- البحث عن صلاح الدين
- آخر الفرسان
- فارس بني مروان[2]
- الحور العين
- رؤية صلاح الدين (فيلم 30 دقيقة)
- المارقون
- سقف العالم
- رجال الحسم
- ذاكرة الجسد
- في حضرة الغياب
- ما ملكت أيمانكم
- المحروس
- تحت سماء الوطن
- امرأة من رماد